# Incident des courriels du Climatic Research Unit
L'incident des courriels du Climatic Research Unit, plus souvent appelé Climategate, est une affaire résultant de la divulgation après un piratage, dans la seconde moitié du mois de novembre 2009, d'un ensemble de courriels et de fichiers, datés entre 1996 et le 12 novembre 2009, attribués à des responsables du Climatic Research Unit (CRU) de l'université d'East Anglia et à leurs correspondants.
Ce centre de recherche est l'un des plus influents de ceux étudiant les changements climatiques naturels et anthropiques (réchauffement climatique) et nombre des correspondants concernés font partie de l'encadrement du Groupe d'experts intergouvernemental sur l'évolution du climat (GIEC). La divulgation des fichiers a eu lieu deux semaines avant le début du sommet de Copenhague,.
Le Climategate est décrit au moment des faits par certains media, souvent conservateurs, comme un des plus grands scandales scientifiques de notre temps, et par d'autres comme un événement de peu d'importance,. Pour les premiers, les courriels et fichiers du Climategate suggèreraient que les scientifiques du climat les plus influents dans le monde de la climatologie et du GIEC auraient été coupables de graves dérives déontologiques, agissant de concert, pour afficher un consensus de façade, manipuler les données ou leur présentation et ainsi exagérer le réchauffement climatique ou son interprétation, faire de la rétention d'information, interférer dans le processus d'évaluation par leurs pairs afin d'empêcher la publication d'articles divergents et détruire des courriels et des données brutes pour empêcher les audits indépendants. Les scientifiques directement mis en cause répondent que ces éléments, cités hors contexte, seraient en réalité bénins. De nombreux scientifiques réaffirment leur soutien à la thèse du réchauffement climatique anthropique,. En raison du moment où la divulgation s'est produite, des scientifiques, des décideurs politiques et des experts des relations publiques estiment qu'il s'agit d'une campagne de dénigrement destinée à affaiblir la conférence de Copenhague.
Fin mars 2010, une enquête du Parlement britannique a conclu que le comportement de Philip Douglas Jones, le chef du CRU, était conforme aux pratiques habituelles du milieu scientifique, tout en invitant à plus de transparence à l'avenir. Jones a aussitôt recouvré ses fonctions au sein du CRU dont il avait démissionné le 1er décembre 2009. Le 7 juillet 2010, une commission d'enquête indépendante, The Independent Climate Change Email Review,, a conclu à un faux scandale en réfutant une à une toutes les accusations et en affirmant, notamment à propos des scientifiques mis en cause, que « leur rigueur et leur honnêteté ne peuvent être mises en doute », tout en proposant plusieurs aménagements destinés à améliorer la transparence des travaux effectués,. L'introduction de ce rapport précise que l'enquête porte sur « l'honnêteté, la rigueur et l'ouverture avec lesquelles les chercheurs du CRU ont travaillé », et « ne présente pas d'opinion sur la validité de leur travail scientifique », ajoutant qu'« une telle conclusion ne pourrait provenir que du processus de débat scientifique normal et non de l'examen de courriels ou d'une série d'entretiens sur la manière de procéder. ».
La commission qui a ainsi innocenté les auteurs des courriels en cause était présidée par Lord Oxburgh, qui a fait l'objet d'une enquête du Lords Commissioner for Standards pour n'avoir pas révélé certains de ses intérêts dans l'industrie des énergies vertes alors qu'il proposait des mesures légales imposant la réduction des émissions de CO2.
Fin novembre 2011, près de 5 000 courriels datant d'avant 2009, récupérés en même temps que les précédents mais non diffusés, ont été publiés sur un serveur russe. Michael E. Mann, directeur de l'Earth System Science Center de l'université d'État de Pennsylvanie, a confirmé qu'il pensait que les messages qui lui étaient attribués étaient bien de lui, mais qu'on les avait isolés de leur contexte pour leur donner une apparence répréhensible.

## Responsabilité
La divulgation des courriels est le plus souvent évoquée comme venant de hackers supposés extérieurs,,. Est également évoquée l'hypothèse d'une exfiltration soit à la suite d'une maladresse, soit volontairement par une personne de l'université de East Anglia,,. Phil Jones, directeur du CRU, accrédite la thèse d'un piratage extérieur.
L'université a accrédité l'intrusion illégale mais n'a pas confirmé ou démenti chaque courriel ou fichier au motif de leur grande quantité. Un mois après leur diffusion aucune contestation de leur authenticité n'a été rendue publique.
En raison de la proximité de la divulgation des fichiers avec le sommet de Copenhague, l'idée a été émise que cet acte a été planifié pour discréditer les scientifiques avant cette conférence.

## Traitement par les médias
L'affaire prend rapidement une ampleur importante sur Internet. Ainsi, la recherche du néologisme « Climategate » sur Google a atteint pendant la dernière semaine de novembre 2009 une popularité correspondant à 40 % de celle de « global warming » (« réchauffement climatique »).
Dès le 20 novembre, un blog du Telegraph (dans lequel James Delingpole (en) introduit le néologisme « Climategate ») puis la BBC publient un premier article. La presse anglo-saxonne publie des articles d'opinions diverses, certains très critiques contre les climatologues concernés à qui ils reprochent de graves manquements déontologiques, y compris sous la plume de journalistes qui avaient jusque-là activement relayé les positions de ces scientifiques. Les débats enflamment essentiellement les médias anglo-saxons, alors que, en France, la plupart des grands médias restent réservés sur l'importance à accorder aux courriels incriminés,,. Le 4 décembre, l'AFP publie sa première dépêche sur le sujet, soulignant la proximité de la divulgation des courriels avec le sommet de Copenhague. La faible importance accordée au sujet en France a suscité l'étonnement de certains journaux. Néanmoins, les débats restent passionnés lorsque le sujet est abordé.
En juillet 2010, à l'issue de la publication du rapport d'une commission d'enquête indépendante, plusieurs médias soulignent le caractère infondé des accusations portées,,.

## Controverses

### Accusations d'obstacles à la communication ou de destruction de données scientifiques ou administratives
Les scientifiques du Climategate sont accusés par leurs détracteurs d'avoir refusé de communiquer certaines de leurs données scientifiques ou administratives, voire tenté de les détruire.
En particulier, ces derniers[Qui ?] mettent en cause un courriel daté du 2 février 2005, dans lequel Phil Jones écrit à Michael Mann :

« Envoie plein de données pour Scott. Prends soin à ce qu'il les commente mieux cette fois ! Et ne laisse rien traîner sur les sites FTP — on ne sait jamais qui peut les visiter. Les deux MMs, cherchent à obtenir les données du CRU depuis des années. S'ils entendent seulement parler de l'existence d'un Freedom of Information Act au Royaume-Uni, je pense que j'effacerai le fichier plutôt que de le donner à quiconque. Est-ce que votre loi similaire aux USA vous force à répondre aux requêtes sous 20 jours ? — c'est le cas de la nôtre ! Le Royaume-Uni fonctionne par précédents, donc la première requête testera ce point. Nous avons également une loi sur la protection des données, derrière laquelle je me réfugierai. Tom Wigley m'a envoyé un courriel inquiet lorsqu'il a entendu parler de ça — il pensait qu'on pourrait lui demander le code de son modèle. Il a quitté officiellement l'UEA [université d'East Anglia] donc il peut se réfugier derrière ça. L'IPR devrait être pertinent ici, mais je me vois déjà me disputer avec quelqu'un de l'UAE qui dira que nous devons y adhérer ! »

Dans un courriel daté de fin mai 2008, Phil Jones demande à Michael Mann :

« Peux-tu supprimer tous les courriels que tu peux avoir eus avec Keith [Briffa] concernant l'AR4 [le quatrième rapport du GIEC] ? Keith fera la même chose. […] Peux-tu aussi envoyer un courriel à Gene [Wahl] et lui dire de faire pareil ? Je n'ai pas sa nouvelle adresse. On demandera à Caspar [Ammann] de faire la même chose. »

Phil Jones parle aussi d'un problème avec l'année 1945 dans un article de la revue Nature qu'un ensemble de personnes appelé CA (vraisemblablement Climate Audit conduit par Steve McIntyre) aurait découvert.
Selon Trevor Davies, l'un des représentants du CRU, en dépit de la suggestion, aucune donnée n'aurait été supprimée, ou alors sans volonté de cacher quoi que ce soit.
Steven McIntyre fait observer que la demande de Phil Jones pour la destruction des courriels du GIEC est intervenue deux jours après la réception par le CRU de sa demande de communication au titre du Freedom Of Information Act, et que Jones mentionne, dans un courriel daté du 3 décembre 2008, avoir détruit un grand nombre de courriels environ deux mois plus tôt (soit au mois d'octobre).
À la suite de ces faits, la commission d'enquête indépendante (Independent Climate Change Email Review, ICCE), a conclu en juillet 2010 que le CRU avait manqué de coopération dans les demandes d'information qui lui étaient adressées sur les données qu'il possédait, mais que rien dans le comportement des scientifiques du CRU ne remettait en cause la validité de leurs travaux. Afin de faciliter la communication des données entre scientifiques, l'ICCE propose qu'une standardisation de ces données soit mise en place, malgré la difficulté de la tâche. Il propose également que le CRU fournisse les données utilisées avant toute publication d'importance.

### Accusations d'ingérences ou de conflits d’intérêts au sein des comités de relecture scientifiques de revues ou du GIEC
Les scientifiques du CRU sont accusés par leurs détracteurs d'avoir tenté d'interférer dans la ligne éditoriale de revues scientifiques, et d'avoir manqué de déontologie scientifique en utilisant les relectures d'articles qui leur étaient attribuées (en tant que pairs) et leur mandat au GIEC de manière partisane, pour exclure systématiquement les travaux « sceptiques ».
Dans un courriel du 8 juillet 2004 adressé à Michael E. Mann, Phil Jones explique son désaccord quant aux résultats de certains travaux, notamment ceux de Chris de Freitas (en), professeur agrégé à l'École environnementale de l'Université d'Auckland en Nouvelle-Zélande, et de Roger A. Pielke, météorologue américain spécialisé dans la variabilité du climat et les changements climatiques. Refusant de voir ces travaux dans le prochain rapport du GIEC, il affirme que lui et Kevin (a priori Kevin Trenberth) feront en sorte qu'ils n'apparaissent pas, même si pour cela il faut redéfinir ce qu'est la littérature évaluée par les pairs,.
Certains courriels du CRU apportent un nouvel éclairage sur la réception d'un article très controversé des astrophysiciens Willie Soon et Sallie Baliunas, publié en janvier 2003 dans le journal scientifique Climate Research. Treize climatologues, dont une partie des scientifiques du CRU, ont publié en juillet 2003 une réponse à cet article. Les courriels en question adressent la question de[pas clair] la légitimité du processus d'évaluation par les pairs au sein de la revue Climate Research, et démontrent, selon les détracteurs des scientifiques du CRU, la pression exercée par les climatologues sur la communauté et les journaux scientifiques. La polémique a indirectement mené à la démission de cinq des dix responsables éditoriaux de Climate Research, dont l'éditeur en chef, en août 2003.
D'autres courriels sont également cités, dans lesquels les activités en tant qu'éditeurs des scientifiques visés par la fuite de courriels apparaissent elles-mêmes, pour leurs détracteurs, comme orientées et contraires à la déontologie scientifique,.
En juillet 2010, la commission d'enquête indépendante (Independent Climate Change Email Review, ICCE), a conclu que, en dépit des réactions très vives habituelles entre les diverses parties sur des sujets litigieux, rien ne pouvait être reproché au professeur Jones, et que, en tout état de cause, aucune pression indue n'avait été exercée.

### Accusations de manipulations des reconstructions climatiques

#### Courriels évoquant des biais visant à minimiser l'optimum climatique médiéval
Certains courriels montrent d'importantes dissensions au sein même des scientifiques du Climategate au sujet de la reconstruction des températures en forme de crosse de hockey,.
Dans un courriel du 22 septembre 1999, Keith Briffa fait part de l'existence « d'une pression pour présenter une jolie petite histoire au sujet « d'un réchauffement apparemment sans précédent depuis mille ou plus d'après les indicateurs », mais la réalité de la situation n'est pas aussi simple. Je pense que le réchauffement récent est semblable à celui d'il y a mille ans »,.

#### Courriels et fichiers logiciels évoquant des «astuces» pour «cacher le déclin»
Un des courriels mis en cause propose d'utiliser une astuce (a trick) afin de cacher une baisse de la température moyenne (hide the decline). D'autres fichiers font référence à des astuces variées pour « cacher » le « déclin » ou la « divergence » : suppression, remplacement par des moyennes thermométriques globales, remplacement par des chiffres fixes. Les parties en présence s'accordent sur le fait que ce déclin ou cette divergence cachée porte sur la baisse pour la seconde moitié du XXe siècle des températures reconstruites à partir des données relais (proxys) notamment en provenance d'arbres, alors que les moyennes thermométriques utilisées en références affichent une hausse importante sur cette période.
Phil Jones affirme que l'astuce signifiait de façon familière « quelque chose d'intelligent à faire » et non une manipulation des données, comme l'affirment ses détracteurs. Michael E. Mann précise que l'astuce statistique dont parle Phil Jones dans le courriel cité consistait simplement à remplacer les températures reconstruites à partir des données des arbres des années récentes par des données plus précises venant des mesures directes de la température atmosphérique.
La commission d'enquête de l'université d'État de Pennsylvanie confirme la version de Michael E. Mann. Le rapport conclut qu'il ne s'agissait pas de falsifier des données, mais de construire un graphique compréhensible pour ceux qui n'étaient pas experts dans le domaine. Le soi-disant « truc » (« trick ») n'était rien d'autre qu'une méthode statistique pour assembler deux sortes de données d'une manière légitime en utilisant une technique bien connue par les spécialistes du domaine.
Selon d'autres, le masquage de ce « déclin », loin d'être anodin, relève d'un comportement antidéontologique. En effet cette « divergence » « cachée » soulève la question de la fiabilité de l'une ou l'autre technique (reconstruction à partir de données sur les cernes des arbres vs. moyennes thermométriques globales) ainsi que celle de leur jonction. Selon le mathématicien et climato-sceptique Stephen McIntyre, cette dissimulation n'aurait été percée à jour qu'en 2005 et serait notamment intervenue au GIEC afin de ne pas fournir de prise aux sceptiques et forcer le consensus.

#### Courriel évoquant une réduction de l'écart de température des océans
Dans un courriel du 27 septembre 2009 portant sur le climat des années 1940, Tom Wigley indique à Phil Jones que, s'ils pouvaient réduire l'écart de température des océans de 0,15 °C, cela aurait une incidence sur la moyenne globale, mais il leur resterait à expliquer l'écart de température terrestre, ce qui suggère une modification des mesures,.

#### Conclusions de la commission d'enquête indépendante sur les courriels
En juillet 2010, la commission d'enquête indépendante (Independent Climate Change Email Review, ICCE), a conclu que des modes d'expression extrêmes utilisés dans des courriels sont typiques de ce type de média et ne reflètent pas nécessairement des attitudes effectivement antiprofessionnelles. Selon le même rapport, « le nombre de courriels concernés est faible et peu représentatif de l'ensemble des courriels échangés, mais n'en reflète pas moins une division très nette dans le monde de la science climatique, allant jusqu'à l'hostilité. Il apparaît que la majorité des scientifiques du climat se sont unis pour faire face aux critiques. Tout en étant peut-être compréhensible, compte tenu de la nature et des méthodes des critiques, certaines d'entre elles allant jusqu'à mettre en cause l'intégrité personnelle ou professionnelle, cette attitude a pu empêcher certains scientifiques du CRU d'être réceptifs à certaines de ces critiques ». L'ICCE souligne la nécessité d'une meilleure communication et d'une plus grande ouverture d'esprit dans les débats scientifiques.
L'enquête est toutefois critiquée par certains éditorialistes. Le New Scientist regrette qu'on ait examiné seulement trois cas d'abus possibles du processus de relecture par les pairs, et seulement deux cas où les chercheurs du CRU auraient abusé de leur rôle en tant qu'auteurs des rapports du GIEC ; des centaines de milliers d'e-mails non publiées du CRU n'ont pas été étudiés, et, par souci de transparence, il conviendrait de les rendre publics. Par ailleurs, la science n'était pas l'objet de l'étude du rapport, alors que l'enquête parlementaire qui avait précédé s'était elle-même abstenue de considérer l'aspect scientifique précisément à cause de l'annonce de la mise en place d'un comité indépendant d'évaluation scientifique.

## Réactions des personnes et institutions directement concernées

### CRU, Hadley Center et Météorologie britannique
Phil Jones, bien qu'ayant reconnu qu'il s'agissait de données authentiques,,, regrette qu'un scandale soit né de quelques phrases prises hors contexte parmi des centaines de milliers de courriels obtenus de façon frauduleuse (près de 200 mégaoctets de données exfiltrées).
Le CRU a publié sur son site une réponse officielle, donnant notamment sa version des faits sur le courriel ayant suscité le plus de controverses. [lien obsolète]
Le 24 novembre, l'université d'East Anglia annonce qu'il y aurait une enquête indépendante sur le sujet, dont le résultat est attendu pour le printemps 2010.
Le 27 novembre, Trevor Davies, le Vice Pro Chancelier de l'université d'East Anglia, annonce que le CRU rendra publiques les données sources à l'origine de ses séries thermométriques dès que l'accord des fournisseurs aura été obtenu. Cette déclaration marque une évolution importante de la politique du CRU, jusque-là non coopératif face aux demandes faites au titre du Freedom Of Information Act. Le 22 décembre, le MET Office rend publique une portion importante des données thermométriques jusque-là retenues du fait de la politique de non divulgation de son fournisseur le CRU.
Le 1er décembre 2009 au soir, Phil Jones, directeur du CRU, annonce sa démission temporaire de sa fonction de directeur durant l'enquête interne.
Au début du mois de décembre 2009 le MET Office britannique annonce s’apprêter à vérifier en l'espace de 3 ans les 160 années de températures thermométriques du CRU en raison de la perte de confiance publique dans la science du réchauffement climatique à la suite des révélations du Climategate.
Le 30 mars 2010, l'une des commissions formées pour enquêter, celle du Parlement britannique, a conclu en faveur de Jones en déclarant que (sa) « réputation scientifique et celle du Climate research unit sont intactes ». Jones a aussitôt (en juillet 2010) recouvré ses fonctions au sein du CRU.

### Université d'État de Pennsylvanie
L'université d'État de Pennsylvanie a annoncé une enquête interne à la suite de la mise en cause de Michael Mann.
Le 3 février 2010, la commission d'enquête indépendante nommée par l'université a rendu un rapport exonérant Michael Mann des fraudes dont il avait été accusé. La commission d'enquête n'a trouvé aucune preuve crédible que le Dr. Mann ait participé directement ou indirectement à des actions visant à supprimer ou à falsifier des données. Il est à noter que, pendant son enquête, la commission a eu accès aux courriels personnels du Dr. Mann.

### ONU et GIEC
Rajendra Pachauri, no 1 du GIEC, a déclaré que le Climategate ne pouvait être ignoré et que le GIEC conduirait des investigations avant de prendre position.

## Prises de position

### Nature
Le journal Nature estime dans son éditorial du 3 décembre 2009 qu’« une lecture attentive des courriels ne révèle rien qui corrobore les théories conspirationnistes des climato-sceptiques ». La revue déclare également :

« Cette interprétation paranoïaque serait risible si ce n'était son utilisation probable l'année prochaine par les politiciens obstructionnistes du Sénat américain comme excuse pour renforcer leur opposition à la loi vraiment nécessaire sur le climat. »

Cet éditorial répond également aux accusations concernant l'un des courriels mis en cause, dans lequel il est question d'une « astuce » :

« Un email parlait de présenter les données en utilisant une « astuce » — argot pour une technique habile (et légitime), mais un mot que les sceptiques ont utilisé pour accuser les chercheurs de fabriquer leurs résultats. La politique de Nature est d'investiguer ce type de pratiques lorsqu'il y a des raisons sérieuses de douter, mais rien de ce que nous avons vu pour l'instant dans les courriels ne permet d'instaurer un tel doute. »

### Scientifiques

#### Mario J. Molina
Le 4 décembre 2009, 29 chercheurs américains, dont le Prix Nobel de chimie Mario J. Molina, ont publié une lettre ouverte au Congrès américain indiquant que « le contenu des courriels volés n'a aucun impact sur la compréhension globale du fait que l'activité humaine nous entraîne vers des niveaux dangereux de réchauffement global », et affirmant que « les opposants à une action contre le changement climatique ont déformé à la fois le contenu et l'importance des courriels volés afin d'obscurcir la compréhension par le public de la science du climat et des processus scientifiques ».

#### Mike Hulme
De son côté, Mike Hulme, ancien directeur-fondateur du Centre de recherche Tyndall du Royaume-Uni, et au moment des faits professeur de changement climatique à l'université d'East Anglia, estime que l'incident révèle une fracture entre le monde scientifique et le grand public : 

« Cet événement pourrait être le signal d'une fracture qui permet d'amorcer une restructuration de la connaissance scientifique sur le changement climatique. Il est possible que certains domaines de la climatologie se soient sclérosés. Il est possible que la climatologie soit devenue trop partisane, trop centralisée. L'aspect tribal de quelques-uns des courriels résultant de la fuite, montre quelque chose qui est plus habituellement associé avec une organisation sociale au sein de cultures primitives. Il n'est pas plaisant de découvrir que ces pratiques ont cours au sein même de la science »

Mike Hulme évoque également une possible fin du GIEC, porteur d'une politisation de la climatologie et favorisant les dérives autoritaires au sein de la science.

« Il est aussi possible que l'innovation institutionnelle qu'a été le GIEC ait fait son temps. Oui, il y aura un AR5 mais dans quel but ? Le GIEC lui-même, à travers sa tendance structurelle à politiser la science du changement climatique, a peut-être aidé à faire naître une forme plus autoritaire et intolérante de production de la connaissance – au moment même où la mondialisation et la culture cosmopolite télécommunicante demandent à la science quelque chose de plus ouvert et inclusif »